# Woiwodschaft Masowien (bis 1795)

Die Woiwodschaft Łęczyca (rot) im Königreich Polen-Litauen

Die Woiwodschaft Masowien (polnisch Województwo mazowieckie) war eine Verwaltungseinheit in der großpolnischen Provinz als Teil des Königreiches Polen beziehungsweise Polen-Litauens. Sie bestand vom Jahr 1529 bis 1795. Sitz des Woiwoden war die Stadt Warschau. 
Die Sejm-Abgeordneten trafen sich regelmäßig in Warschau in der Martinskirche zu einem Generalsejmik. Im späten 16. Jahrhundert hatte sie eine Fläche von 23.016 km². Die Woiwodschaft gehörte zur Provinz Großpolen. Ihr Gebiet macht heute den östlichen Teil des Territoriums der Woiwodschaft Masowien sowie zu einem kleinen Teil auch der Woiwodschaft Podlachien aus. Die Woiwodschaft entsandte acht Senatoren in den polnisch-litauischen Senat: den Woiwoden von Masowien und den Kastellanen von Czersk sowie die Kastellanen von Wizna, Wyszogród, Zakroczym, Ciechanów, Liw und Warschau. Der Sejmik entsandte 20 Abgeordnete ins polnisch-litauische Abgeordnetenhaus und fünf Tribunalrichter. Die Woiwodschaft wurde in zehn Kreise getrennt. Im Zuge der dritten polnischen Teilung 1795 ging das Gebiet mit um 402 368 Einwohnern zum größten Teil zur Provinz Neuostpreußen.